# Aitor Aguirre
Aitor Aguirre Uriarte (Sondika, 11 novembre 1949) è un ex calciatore spagnolo, di ruolo attaccante.

## Carriera

### Club
Aguirre iniziò la carriera al Sestao Sport Club, passando dopo due stagioni al Córdoba. Nel 1970-1971 vestì la maglia del Siviglia, e dopo una breve parentesi al Langreo approdò al Burgos, in Primera División.
Dal 1972 al 1977 si legò al Racing di Santander, con cui collezionò 172 presenze e 62 reti in campionato (con 3 stagioni in massima serie e 2 in Segunda División). Proprio nel periodo di militanza nel Racing, Aguirre si rese protagonista di un gesto eclatante, negli anni del franchismo. Insieme con il compagno di squadra Sergio Manzanera (non basco come lui ma valenzano), il 28 settembre 1975 scese in campo durante una partita con un nastro nero al braccio in segno di lutto, come forma di protesta nei confronti della fucilazione di cinque militanti anarchici baschi da parte del regime di Franco. La loro scelta un ampio effetto politico: i due vennero minacciati di morte da frange di estrema destra; oltre a questo, subirono una multa di 300.000 pesetas ciascuno per aver minacciato l'ordine pubblico.
Aguirre lasciò il Racing nel 1977, trasferendosi nella propria regione d'origine, all'Athletic Club. A Bilbao mise a segno 9 reti in 27 partite in Primera División, dal 1977 al 1979. Proseguì la carriera al Recreativo Huelva, chiudendo al Sestao nel 1984.

### Selezione dei Paesi Baschi
Aguirre venne convocato dalla Selezione di calcio dei Paesi Baschi, in occasione di un'amichevole contro l'Unione Sovietica nel 1978.

## Dopo il ritiro
Ritiratosi nel 1984, Aguirre ha intrapreso l'attività imprenditoriale nel campo della ristorazione. È il proprietario di un ristorante a Getxo, nei Paesi Baschi.